# Unione Sportiva Pontedera 1993-1994
Questa voce raccoglie le informazioni riguardanti l'Unione Sportiva Pontedera nelle competizioni ufficiali della stagione 1993-1994.

## Rosa
| N. |                   | Ruolo | Calciatore       |
| -- | ----------------- | ----- | ---------------- |
|    | Italia (bandiera) | A     | Alfredo Aglietti |
|    | Italia (bandiera) | D     | Daniele Allori   |
|    | Italia (bandiera) | D     | Gino Balli       |
|    | Italia (bandiera) | C     | Mario Cecchi     |
|    | Italia (bandiera) | A     | Claudio Cecchini |
|    | Italia (bandiera) | P     | Walter Coli      |
|    | Italia (bandiera) | P     | Giulio Drago     |
|    | Italia (bandiera) | C     | Ivan Maraia      |
|    | Italia (bandiera) | C     | Paolo Moschetti  |

| N. |                   | Ruolo | Calciatore           |
| -- | ----------------- | ----- | -------------------- |
|    | Italia (bandiera) | C     | Alessandro Pane      |
|    | Italia (bandiera) | D     | Emilio Paradiso      |
|    | Italia (bandiera) | A     | Gianluca Piccini     |
|    | Italia (bandiera) | C     | Stefano Pontis       |
|    | Italia (bandiera) | A     | Daniele Randazzo     |
|    | Italia (bandiera) | D     | Riccardo Rocchini    |
|    | Italia (bandiera) | C     | Matteo Rossi         |
|    | Italia (bandiera) | D     | Vincenzo Russo       |
|    | Italia (bandiera) | D     | Roberto Vezzosi      |
|    | Italia (bandiera) | A     | Federico Vinciarelli |

## L'amichevole vinta contro la Nazionale italiana
Il 6 aprile 1994 presso il centro federale di Coverciano il Pontedera disputa una partita amichevole contro la Nazionale italiana guidata da Arrigo Sacchi. La squadra granata vince per 2-1 grazie alle reti di Matteo Rossi e di Alfredo Aglietti, il gol dell'Italia viene siglato da Daniele Massaro. La gara viene diretta da Pierluigi Collina